# Transkaukasisch Commissariaat
Het Transkaukasisch Commissariaat was een tijdelijke coalitieregering van de Zuidelijke Kaukasus, met deelname van de Sociaaldemocratische Partij van Georgië en Sociaal-Revolutionaire Partij, de Armeense Dasjnaks en Azerbeidzjaanse Müsavatisten, opgericht in Tbilisi 28 november [O.S. 15 november] 1917. Het Transkaukasisch Commissariaat verving het Speciaal Transkaukasisch Comité (OZAKOM), wat een agentschap was van de Russische Voorlopige Regering. 
Bij haar activiteiten vertrouwde zij op het Transkaukasische regionale centrum van sovjets van arbeiders, boeren en soldatenafgevaardigden, evenals op nationale publieke verenigingen, de Armeense en Georgische nationale raden en het Centraal Transkaukasisch Moslimcomité, die elk nationale gewapende formaties had die aan hen ondergeschikt waren. 
Met betrekking tot bolsjewistisch Rusland nam het Transkaukasisch Commissariaat een openlijk vijandige positie in en steunde alle anti-bolsjewistische krachten in de Noord-Kaukasus. Het Transkaukasisch Commissariaat breidde zijn macht uit naar vrijwel geheel Transkaukasië. Op 23 februari 1918 werd de Transkaukasische Sejm opgericht. Een maand later hief het Commissariaat zichzelf op en werd het opgevolgd door de Voorlopige Transkaukasische Regering, die door de Sejm werd aangesteld.

## Geschiedenis

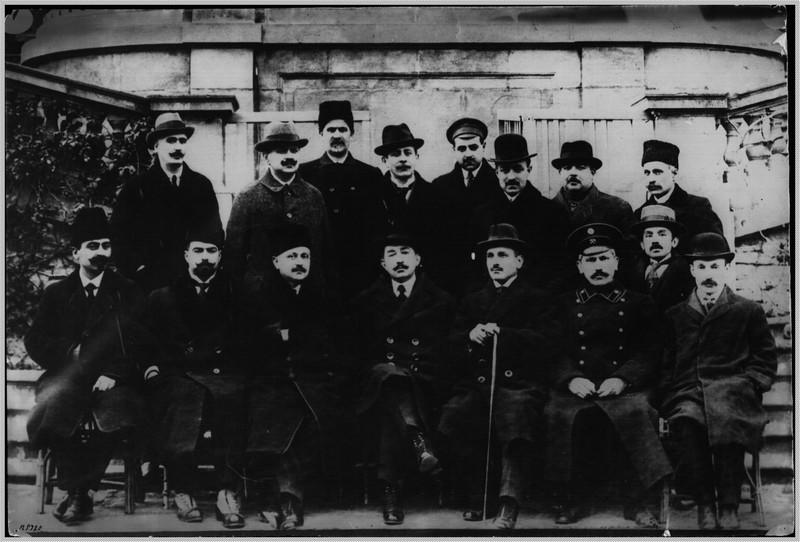
leden van het Transkaukasisch Commissariaat, met in het midden voorzitter Evgeni Gegetsjkori (omstreeks 1917-1918)

### Vorming van het Transkaukasisch Commissariaat
Na de Februarirevolutie van 1917 vormde de Voorlopige Regering van Rusland uit afgevaardigden van de 4e Staatsdoema een speciaal orgaan om Transkaukasië te besturen: het Speciaal Transkaukasisch Comité (OZAKOM).
Na de omverwerping van de Voorlopige Regering als gevolg van de Oktoberrevolutie werd in Tbilisi een bijeenkomst gehouden over de kwestie van het organiseren van het lokale bestuur in Transkaukasië. Hierbij werd besloten om een "Onafhankelijke Regering van Transkaukasië" op te richten, het "Transkaukasisch Commissariaat". De bijeenkomst werd bijgewoond door vertegenwoordigers van alle politieke partijen, de regionale en Tbilisi-sovjets, OZAKOM, de commandant van het Kaukasische front, de geallieerden (Britse en Franse militaire agenten op het hoofdkwartier van het Kaukasische leger) en de Amerikaanse consul.
De aanwezigen weigerden het gezag van de Raad van Volkscommissarissen van Sovjet-Rusland te erkennen. Vertegenwoordigers van de Bolsjewistische Partij, die zich op de bijeenkomst in de minderheid bevonden, lazen een verklaring voor waarin de organisatoren ervan werden veroordeeld en verlieten de bijeenkomst. In de verklaring van het Transkaukasisch Commissariaat stond dat het zou optreden "slechts tot de bijeenroeping van de Russische Grondwetgevende Vergadering, en als het onmogelijk is om bijeen te komen... tot het congres van leden van de Grondwetgevende Vergadering uit Transkaukasië en het Kaukasische Front."
Met betrekking tot bolsjewistisch Rusland nam het Transkaukasisch Commissariaat een openlijk vijandige positie in en steunde alle anti-bolsjewistische krachten in de Noord-Kaukasus: in de oblasten Koeban, Don, Terek en Dagestan in een gezamenlijke strijd tegen de Sovjetmacht en haar aanhangers in Transkaukasië. Zich baserend op nationale gewapende formaties breidde het Transkaukasisch Commissariaat zijn macht uit naar geheel Transkaukasië met uitzondering van de regio Bakoe, waar de commune van Bakoe was gevestigd. Begin 1918 hadden zich aldus in Transkaukasië twee vijandige kampen gevormd, die bevriende of geallieerde troepen om zich heen verzamelden. De bolsjewistische industriële regio Bakoe, die een voorpost van de Sovjetmacht in de regio was, werd tegengewerkt door het traditionele centrum van de regio, Tbilisi, en het daar gevestigde Transkaukasisch Commissariaat.
Posten in het commissariaat werden op nationale basis verdeeld. De belangrijkste ministeries - binnenlandse zaken, leger en landbouw - waren in handen van de Sociaaldemocratische Partij van Georgië, die op mensjewistische leest was geschoeid. De rest werd geleid door vertegenwoordigers van de Azerische Müsavat en de Armeense Dasjnak, terwijl het pariteitsprincipe werd nageleefd, volgens hetwelk onder de mensjewistische minister de Dasjnaks en Musavatisten kameraden (assistenten) waren, en vice versa. Het beleid van het commissariaat werd bepaald door drie nationale raden (Armeens, Georgisch en Moslim), wier vertegenwoordigers lid waren van de Interetnische Raad, die coördinerende functies vervulde. De Interetnische Raad werd geleid door de Georgische mensjewiek Noë Ramisjvili.
Het Transkaukasisch Commissariaat verklaarde dat zijn belangrijkste taken de uitbanning van de anarchie en de strijd tegen het bolsjewistische Rusland waren. In de oproep van het commissariaat aan de volkeren van Transkaukasië stond dat het zichzelf beschouwde als een tijdelijke autoriteit en van plan was zijn activiteiten te richten op het oplossen van de meest urgente problemen: voedsel, land, financiën, enz. Ze beloofden ook onmiddellijk een wapenstilstand aan het front te ondertekenen en nationale betrekkingen te regelen.
29 december [O.S. 16 december] 1917 nam het Transkaukasisch Commissariaat de "Regelgeving inzake landhervorming" aan, die was ontwikkeld door de Voorlopige Regering. Volgens de regelgeving moesten particulier grondbezit dat de norm overschreed, evenals staats- en kerkgronden, worden overgedragen aan speciale landcomités.

### Militair-politieke situatie
De revolutionaire gebeurtenissen die in 1917 in Rusland en de Kaukasus plaatsvonden, konden niet anders dan de gevechtseffectiviteit van het Kaukasische leger aantasten. Het commando van het Kaukasische front, in een poging de achteruitgang van de militaire discipline tegen te gaan, experimenteerde met de oprichting van nationale militaire formaties. Medio juli 1917 werden de Armeense bataljons aan het Kaukasische front ingezet in schuttersregimenten, waarna ze werden verenigd in brigades. Eind oktober werd op bevel van de stafchef van de opperbevelhebber de basis gelegd voor de toekomstige vorming van het Armeense Vrijwilligerskorps. Tegelijkertijd begon de rekrutering van het Georgische Korps, en in december begon het Moslim Nationaal Comité de eerste Azerbeidzjaanse regimenten van het Moslimkorps te vormen in het oejezd Jelizavetpol.
De opperbevelhebber van het Kaukasusfront, generaal Michail Przjevalski, kondigde in zijn bevel nr. 791 van 2 december [O.S. 19 november] 1917 zijn erkenning aan van het Transkaukasisch Commissariaat en riep de troepen op zich aan dit gezag te onderwerpen. Op 18 december [O.S. 5 december] 1917 werd het bestand van Erzincan gesloten tussen het Ottomaanse Rijk en het Transkaukasisch Commissariaat in de persoon van frontcommandant Przjevalski, dat voorzag in een stopzetting van de vijandelijkheden.
Op 19 december [O.S. 6 december] 1917 besloot het Transkaukasisch Commissariaat "indien mogelijk het leger te demobiliseren", individuele militaire eenheden te "nationaliseren", nationale formaties te bewapenen en "een speciaal lichaam op te richten om de strijd tegen de bolsjewieken te leiden." Zoals de Sovjet-onderzoeker A. Steklov opmerkte, "viel de vorming van nationale eenheden samen met de belangen van nationale partijen die met elkaar een blok vormden in de vorm van het Transkaukasisch Commissariaat, aangezien elk van hen de kwetsbaarheid van het gecreëerde blok begreep als gevolg van de toenemende trends in de richting van nationaal isolement."
Het nieuws over de wapenstilstand met de Turken leidde tot een massale uittocht van soldaten van het front. Het Transkaukasisch Commissariaat nam het besluit om de eenheden die zich terugtrokken van het front te ontwapenen, wat een uiterst negatieve reactie veroorzaakte bij militaire eenheden die hun wapens niet wilden inleveren, en uiteindelijk tot botsingen leidde. Het Tweede Kaukasisch Regionaal Legercongres, gehouden op 5 januari [O.S. 23 december 1917] 1918 in Tbilisi besloot dat eenheden met wapens in hun handen naar hun thuisland moesten terugkeren om lokaal Rode Gardes van arbeiders en boeren te vormen. De bolsjewieken en linkse socialistische revolutionairen, die op het congres een meerderheid hadden, namen een resolutie aan waarin ze weigerden de macht van het Transkaukasisch Commissariaat te erkennen. Er werd ook besloten om de macht van de Sovjets in Transkaukasië volledig te steunen en er werd een nieuwe Regionale Legerraad (Bolsjewistisch-Links Sociaal-Revolutionair) gekozen. Toen de meerderheid van de afgevaardigden vertrok, verklaarden de mensjewieken, sociaal-revolutionairen en Dasjnaks, met de steun van de Tbilisi-raad, dit besluit onwettig, terwijl de Regionale Legerraad, gekozen op het congres, zijn eigen uitvoerend orgaan in het leven riep: het Militair Revolutionair Comité. van het leger, dat voorstelde een Militair Revolutionair Comité op te richten in eenheden en garnizoenen om lokale autoriteiten gevangen te nemen.
In Bakoe werd het bevel van generaal Przjevalski om Russische militaire eenheden te ontwapenen en te ontbinden en nationale eenheden te vormen met alarm ontvangen. Zoals de krant "Arbeider van Bakoe" schreef: 
Het bevel van generaal Przjevalski, geschreven onder het dictaat van het Kaukasische Commissariaat, nationalistische separatisten, stelt niet alleen het front bloot aan de lokale vijand, maar creëert ook een ongelooflijke anarchie in het land. De ontbinding van het verenigde Russische leger en de oprichting van een nationaal korps brengen niet alleen een klap toe aan de Russische revolutie, maar zetten ook het voortbestaan van de Kaukasische volkeren op het spel.
De acties van het Transkaukasisch Commissariaat waren voor de Raad van Volkscommissarissen van Sovjet-Rusland aanleiding om de voorzitter van de Baksovjet (Bakoe Raad van Arbeiders- en Soldatenafgevaardigden), Stepan Sjaoemjan, te benoemen tot buitengewoon commissaris in de Kaukasus. Sjaoemjan kreeg niet alleen de opdracht om de Sovjetmacht in Transkaukasië te vestigen, maar ook om de kwestie van Turks-Armenië op te lossen en "Turkije als militair-politieke factor uit te sluiten van Transkaukasië."
De leiders van de Georgische Nationale Raad, die hoge posities bekleedden in het Transkaukasisch Commissariaat, vreesden de verschijning van bolsjewistische eenheden in Tbilisi die de politieke situatie radicaal zouden kunnen beïnvloeden. De voorzitter van het Transkaukasisch Commissariaat Evgeni Gegetsjkori gaf opdracht om Tbilisi te sluiten voor troepen die het front verlieten. Voor dit doel werd het Navtloeg-knooppunt, waarlangs de communicatie met het Kaukasische Front verliep, gesloten en werden militaire treinen die van het front kwamen, omgeleid via het Karajazy-knooppunt. In Tbilisi werd de staat van beleg uitgeroepen en revolutionaire eenheden begonnen uit de stad te worden verdreven. De troepen van het Transkaukasisch Commissariaat organiseerden een aanval op het arsenaal van Tbilisi, waardoor het werd bezet door Georgische eenheden. Het verlies van het arsenaal beroofde de plaatselijke bolsjewieken van de belangrijkste bron van wapens voor de revolutionaire eenheden. Later werden de bolsjewieken uit de Luchtvaartschool van Tbilisi verdreven, die volledig ontwapend werd.
In december begon op voorstel van het hoofdkwartier van het Kaukasische Front, gesteund door het Transkaukasisch Commissariaat en de Regionale Raad van het Kaukasische Leger, de moslimisering van individuele eenheden. Het overeenkomstige bevel verscheen op 31 december  [O.S. 18 december] 1917. Op dezelfde dag kondigde het Transkaukasisch Commissariaat de oprichting aan van een nieuw leger, waartoe ook het Moslimkorps behoorde. De vorming van een korps van Transkaukasische moslims werd de volgende dag officieel gelanceerd in overeenstemming met Order nr. 155 van de opperbevelhebber van het Kaukasische Front, generaal Przjevalski. Luitenant-generaal Ali-aga Sjichlinski werd benoemd tot commandant van het opkomende moslimkorps. Om de nationale Azeri-eenheden te bewapenen, waarvan de vorming werd ondernomen door het Moslim Nationaal Comité, was een grote hoeveelheid wapens nodig, en aangezien de belangrijkste militaire pakhuizen zich in Tbilisi en Sarykamysj bevonden, werden de moslims uit de wapenverdeling verwijderd en militair bezit. Daarom waren de Azerbeidzjaanse leiders fervente voorstanders van de volledige ontwapening van de terugtrekkende eenheden. Dit begon in Jelizavetpol, waar lokale autoriteiten het eerste Tataarse (Azerische) cavalerieregiment onder bevel van Georgische officieren gebruikten om het 219e reserveregiment te ontwapenen, waarvan een aanzienlijk deel Armeniërs en Russen waren. Als resultaat hiervan begonnen de interetnische botsingen in Jelizavetpol.
Overeenkomstige belangen van de Georgische Nationale Raad en het Moslim Nationaal Comité speelden een belangrijke rol bij het besluit om te beginnen met de ontwapening van de terugtrekkende troepen. De Georgische leiders, die de wapens en militaire eigendommen onder hun controle met niemand wilden delen, waren het er feitelijk over eens dat het Moslim Nationaal Comité onafhankelijk de ontwapening en inbeslagname van wapens van ongecontroleerde eenheden zou uitvoeren. Op 19 januari [O.S. 6 januari] 1918 werd een telegram ondertekend door de voorzitter van het presidium van het Kaukasische Regionale Centrum van de Sovjets Noë Zjordania naar alle lokale Sovjets gestuurd, met de volgende inhoud: "Het regionale centrum van de Raad van Arbeiders, Soldaten en boerenafgevaardigden besloot alle sovjets uit te nodigen, maatregelen te nemen om wapens weg te nemen van terugtrekkende eenheden en elk geval onder de controle van het Regionaal Centrum te brengen".
In januari 1918 vonden bloedige botsingen plaats op de stations Deljary, Akstafa, Sjamchor, Achtaglja en anderen van de Transkaukasische spoorweg (sectie Tbilisi - Baladzjary), evenals op het station van Chatsjmaz (sectie Bakoe - Derbent). De meest grootschalige en bloedige botsing vond plaats bij het station Sjamchor, waar op 9-12 januari (22-25) ongeveer tweeduizend Russische soldaten werden gedood en enkele duizenden gewond raakten door gewapende Azerbeidzjaanse krachten. Meer dan 30 kanonnen, ongeveer 100 machinegeweren en 12.000 geweren werden buitgemaakt op de terugtrekkende troepen. Volgens Vadim Moechanov hebben de gebeurtenissen in Sjamchor ertoe bijgedragen dat de situatie in Transkaukasië in anarchie verviel, tegen de achtergrond waarvan bijna dagelijks Armeens-Azerbeidzjaanse botsingen plaatsvonden.
Toen de Armeense Nationale Raad in maart 1918, na nieuws te hebben ontvangen over de sluiting van Vrede van Brest-Litovsk en de terugtrekking van Rusland uit de oorlog, ook de kwestie van de ontwapening van Russische soldaten die via Aleksandropol uit Perzië naar Rusland terugkeerden, op de agenda zette. Generaal Andranik Ozanjan dwong hen met zijn hartstochtelijke toespraak gewijd aan de Russisch-Armeense vriendschap dit voornemen op te geven.
In januari 1918 verlieten Russische troepen het front. Gedurende deze periode werd het 3e Turkse leger (45-50.000 militairen) tegengewerkt door het Armeense en Georgische korps. Het Armeense korps, dat zijn formatie nog niet had voltooid, moest een front van 400 km lang verdedigen, van Kelkit tot Erzincan en van Uyanık tot Van. De troepen van het Georgische korps moesten zich ten noorden van de Armeense stellingen positioneren en de lijn Gümüşhane-Trabzon bezetten. Op 12 februari [O.S. 30 januari] 1918 hervatten de Turken de vijandelijkheden, onder het voorwendsel om de moslimbevolking te beschermen tegen bloedbaden door Armeniërs.

### Nationaliteitenpolitiek
Vanaf de eerste dagen van zijn activiteiten werd het Transkaukasisch Commissariaat geconfronteerd met interetnische conflicten. De situatie verslechterde vooral in januari 1918, toen grootschalige botsingen tussen Azerbeidzjanen en Armeniërs bijna dagelijks begonnen voor te komen in de gouvernementen Jerevan en Jelizavetpol, en de eerste brandstichtingen op Azerbeidzjaanse en Armeense dorpen, voedsel- en wapenopslagplaatsen en zelfs treinstations plaatsvonden. De verslechtering van de situatie werd aangewakkerd door de bewapening van de Azerbeidzjaanse bevolking met wapens die in beslag waren genomen uit militaire treinen die langs de Transkaukasische spoorlijn reden. Turkije speelde een negatieve rol in de escalerende interetnische conflicten in Transkaukasië, waar de vertegenwoordigers actieve campagnes voerden onder de moslimbevolking.
In december 1917 vaardigde het Transkaukasisch Commissariaat een decreet uit "Over de introductie van zemstvos in Transkaukasië." Volgens dit document was het hele grondgebied van Transkaukasië verdeeld in gebieden "waar de kwestie van de herverdeling van administratieve grenzen niet aan de orde is", en gebieden waarin het Transkaukasisch Commissariaat "binnen een maand een herverdeling van administratieve grenzen in betwiste gouvernementen en oejezden zou uitvoeren". Om deze voorstellen ten uitvoer te leggen, was het de bedoeling eerst het advies van de Armeense, Georgische en islamitische nationale raden in te winnen. De gouvernement Bakoe, de oblast Dagestan, het okroeg Zagatala en de oejezden Aresj en Noecha werden erkend als onbetwistbaar wat betreft administratieve grenzen. Het gouvernement Jerevan en de oejezden Jelisavetpol, Kazach, Dzjevansjir, Sjoesja, Zangezoer, Karjagin en Bortsjalin werden als controversieel beschouwd wat betreft administratieve grenzen.

### Bijeenroeping van de Transkaukasische Sejm
Op 18 januari [O.S. 5 januari] 1918 begon de Grondwetgevende Vergadering haar werkzaamheden in Petrograd, waarvan de meerderheid bestond uit vertegenwoordigers van de mensjewieken en sociaal-revolutionairen. De meerderheid van de afgevaardigden weigerde de Sovjetmacht en de decreten van het Tweede Al-Russische Sovjetcongres te erkennen. Als reactie hierop dreven de bolsjewieken de grondwetgevende vergadering uiteen. Het Transkaukasisch Commissariaat, dat de Grondwetgevende Vergadering steunde, nam een openlijk vijandige positie in jegens de bolsjewieken en erkende ook de Sovjetmacht niet. Na een overlegreeks met de nationale raden besloot het Transkaukasisch Commissariaat de Transkaukasische Sejm bijeen te roepen als het wetgevende orgaan van Transkaukasië. De Transkaukasische Sejm omvatte afgevaardigden die uit Transkaukasië in de grondwetgevende vergadering waren gekozen. Nikoloz Tsjcheidze werd de voorzitter van de Sejm.
Op 26 maart aanvaardde de Sejm het ontslag van het Transkaukasisch Commissariaat en vormde de Voorlopige Transkaukasische Regering; op 22 april riep zij de oprichting uit van de Transkaukasische Democratische Federatieve Republiek, die eind mei uiteenviel in onafhankelijke republieken. Armenië, Azerbeidzjan en Georgië.